# Olof Leydner
Olof Leydner, född 12 februari 1786 i Tuna socken, död 19 juni 1866 i Askeby landskommun, Östergötlands län, han var en svensk kyrkoherde i Östra Hargs församling och Askeby församling.

## Biografi
Olof Leydner föddes 12 februari 1786 på Botorp i Tuna socken. Han var son till rusthållaren Jon Jonsson och Elisabeth Olofsdotter. Leydner blev höstterminen 1807 student vid Uppsala universitet, Uppsala och prästvigdes 9 juni 1811. Han blev 21 mars 1821 komminister i Väversunda församling, Rogslösa pastorat och tillträde 1823. Leydner tog 10 januari 1835 pastoralexamen och blev 14 oktober 1837 kyrkoherde i Östra Hargs församling, Östra Hargs pastorat, tillträde 1839. Han blev 6 oktober 1845 kyrkoherde i Askeby församling, Askeby pastorat, tillträde 1848 och blev 17 december 1851 prost. Leydner avled 19 juni 1866 i Askeby landskommun.

### Familj
Leydner gifte sig 14 oktober 1828 med Maria Elisabeth Tellbom (1805–1885). Hon var dotter till underofficer Ivar Tellbom och Helena Heland i Göteborg. De fick tillsammans dottern Berta (1829–1906).